# Mike Verdrengh
Mike Verdrengh, né le 27 janvier 1946 à Louvain, est un acteur belge d'expression néerlandophone, qui est également gestionnaire à la télévision flamande, ancien présentateur et DJ. Présentateur et commentateur pour la BRT entre 1975 et 1982 des Jeux sans Frontières, il anima dans les années 1970 La roue de la fortune version flamande « Het rad van fortuin ».[réf. nécessaire]Il anima dans les années 1980 divers Talk Show dont notamment Met Mike aan zee (en français Avec Mike à la mer) émission diffusée l'été depuis le casino d'une commune de la mer du nord avec interview de divers invités et la participation de diverses vedettes de variétés.

## Filmographie partielle
- 1971 : Keromar (nl) (série télévisée)
- 1999 : Shades d'Erik Van Looy
- 2000 : Lijmen/Het been de Robbe De Hert
- 2010 : Zot van A. de Jan Verheyen
- 2012 : Salamandre : Raymond Jonkhere